# 스톨리츠카고산밭쥐
스톨리츠카고산밭쥐(Alticola stoliczkanus)는 비단털쥐과에 속하는 설치류의 일종이다. 중국과 파키스탄, 인도, 네팔에서 발견된다.